# پائو دورا
پائو دورا (اسپانیایی: Pau Durà‎؛ زادهٔ ۱۹۷۲) بازیگر، کارگردان فیلم اهل اسپانیا است. او از مدرسه عالی هنرهای نمایشی در مؤسسه تئاتر بارسلونا دیپلم بازیگری دریافت کرد و از سال ۱۹۹۰ تا ۱۹۹۳ در آنجا تحصیل کرد.
از فیلم‌ها یا مجموعه‌های تلویزیونی که وی در آن‌ها نقش داشته‌است، می‌توان به مرلی و ۷ زندگی اشاره نمود.